# Ilica

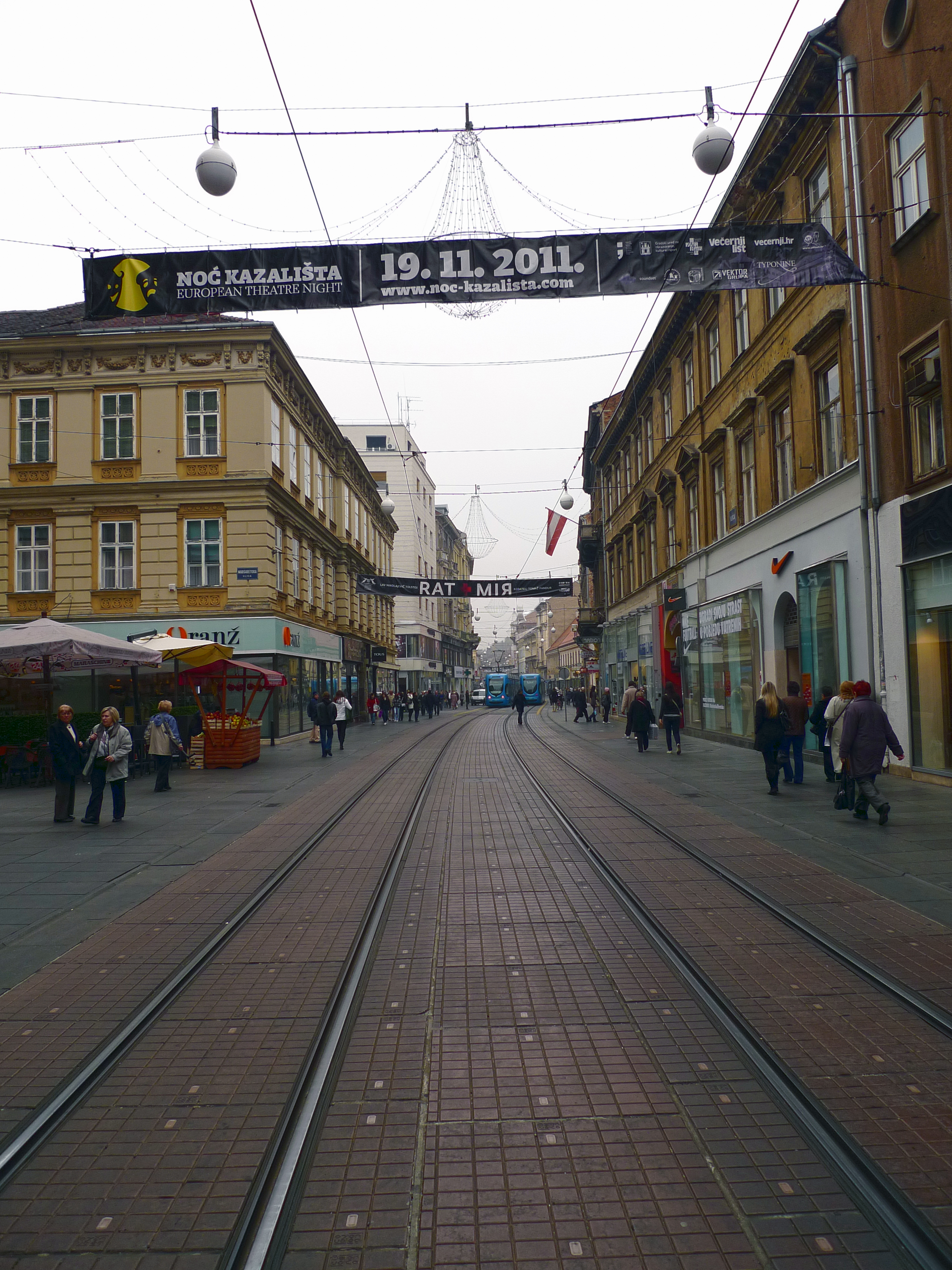
Ilica nr. 7.

Ilica är en centralt belägen gata i Zagreb i Kroatien. Den är stadens främsta shoppinggata och utöver ett flertal butiker och restauranger finns här även banker, institutioner och politiska representationer. Med en längd av 5 653 meter är Ilica en av de längsta gatorna i den kroatiska huvudstaden. Gatan sträcker sig i nordvästlig riktning från Ban Jelačićs torg till Črnomerec.

## Historia
Redan under första halvan av 1800-talet omnämns butiker och värdshus vid Ilica. 1830 plattsattes gatan och när Zagreb 1850 sammanfördes i en administrativ enhet kom Ilica att tillsammans med Ban Jelačićs torg att utgöra stadens ekonomiska nav. I slutet av 1800-talet asfalterades trottoarerna och 1910 anlades trottoarer av granitblock fram till Frankopangatan (Frankopanska). 1863 fick Ilica gatubelysning i form av gaslyktor och 1907 ersattes dessa av elektriska lampor. I samband med detta kom Ilica att bli en levande och populär shoppinggata.
Bredvid de redan etablerade lokala handlarna vid gatan öppnade de wienska köpmännen Carl Kastner och Hermann Öhler i början av 1900-talet det första moderna varuhuset Kastner & Öhler (idag Nama) i Zagreb.

### Fotnoter
1. 1 2 3  Zagrebonline.hr (kroatiska)
2. ↑  Zagreb-touristinfo.hr (engelska)